# Encephalartos lehmannii
Encephalartos lehmannii (Ecklon & Zeyher) Lehm., 1834 è una cicade della famiglia delle Zamiaceae, nativa del Sudafrica.

## Descrizione
È una cicade a portamento arborescente, con fusto alto sino a 1,5 m e con diametro di 25–50 cm, spesso con fusti secondari che si originano da polloni che sorgono alla base del fusto principale.

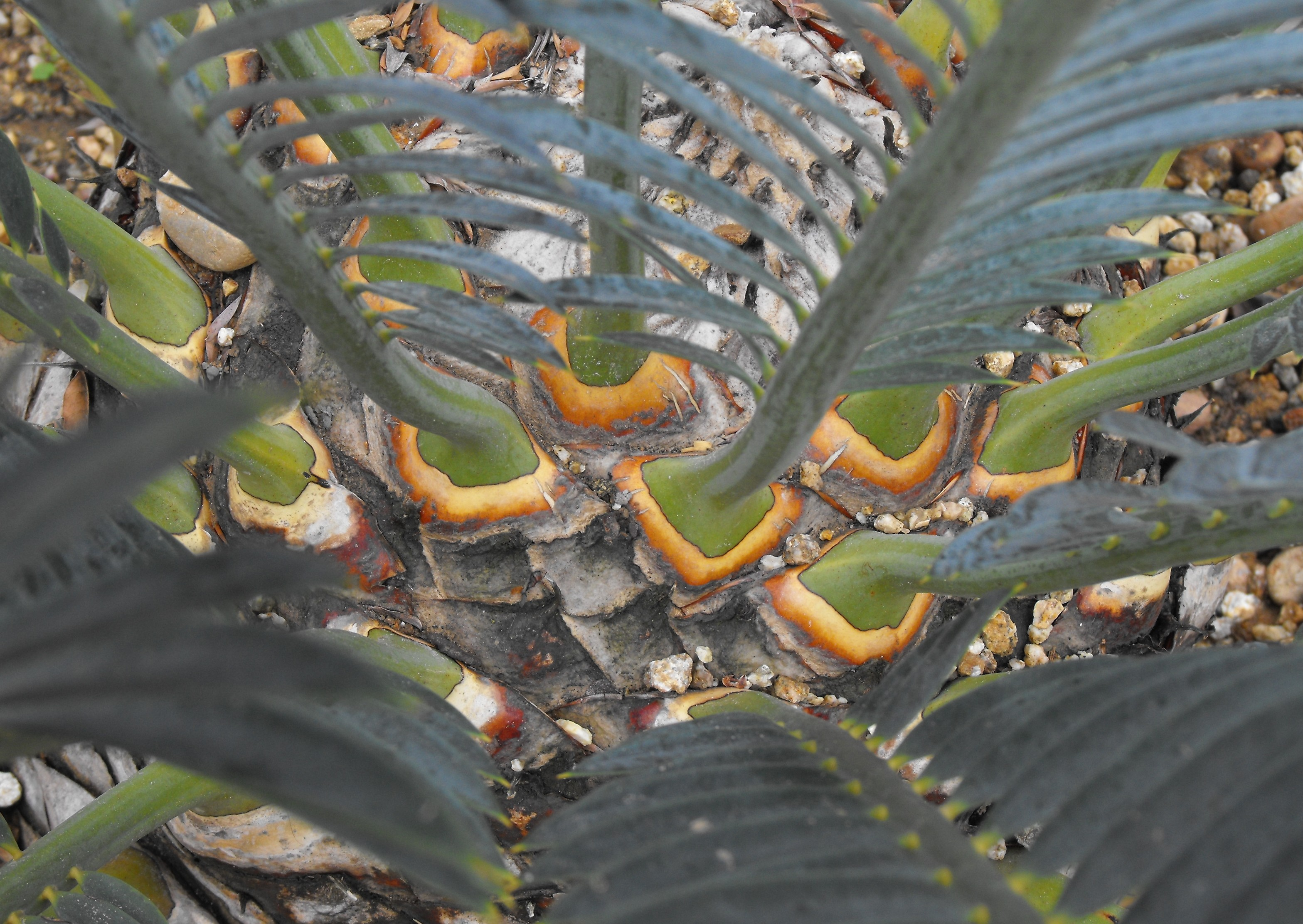
Le basi foliari di E. lehmannii presentano un caratteristico collare giallo-bruno

Le foglie, pennate, di colore verde-argenteo, lunghe 100–150 cm, sono disposte a corona all'apice del fusto e sono rette da un picciolo lungo 25–30 cm, privo di spine, la cui base è circondata da un caratteristico collare giallo-bruno; ogni foglia è composta da numerose paia di foglioline lanceolate, con margine intero, talora con 1-2 spine sul margine inferiore, inserite sul rachide orizzontalmente, lunghe mediamente 12–18 cm.
È una specie dioica con esemplari maschili che presentano coni solitari, subcilindrici, lunghi 35–40 cm e larghi 10–12 cm, peduncolati, di colore verdastro, ricoperti da un fitto tomento rosso-brunastro, ed esemplari femminili con coni ovoidali, sessili, lunghi 45–50 cm e con diametro di circa 25 cm, di colore giallo-verdastro, anch'essi fittamente tomentosi.
I semi sono grossolanamente ovoidali, lunghi 20–30 mm, ricoperti da un tegumento brunastro.

## Distribuzione e habitat
La specie è endemica della provincia del Capo Orientale sudafricana.
Il suo habitat tipico è il Karoo, un territorio arido dell'entroterra sudafricano, con un tasso di precipitazioni annue inferiore ai 350 mm.

## Conservazione
La IUCN Red List classifica E. lehmannii come specie prossima alla minaccia (Near Threatened).
La specie è inserita nella Appendice I della Convention on International Trade of Endangered Species (CITES)
Parte del suo areale ricade all'interno del Parco nazionale Addo Elephant.